# 贡恰罗夫卡农村居民点
贡恰罗夫卡农村居民点（俄语：Гончаровское сельское поселение）是俄罗斯联邦沃罗涅日州波德戈连斯基区所属的一个农村居民点。其下辖有1个居民点，行政中心为贡恰罗夫卡。据2016年统计，该农村居民点的人口为815人。